# Lorong Koo Chye Sheng Hong Temple
De Lorong Koo Chye Sheng Hong Temple is een daoïstische tempel die gewijd is aan de daoïstische god Chenghuang. Chenghuang is de god van het lokale gebied. De tempel is opgericht door een groep Chinezen in Singapore met het Zuid-Fujianse Anxi als jiaxiang en de daoshi van de Chenghuangtempel van Anxi.
De oorspronkelijke tempel werd in 1926 gebouwd in Lorong Koo Chye, Singapore. Tijdens de Tweede Wereldoorlog werd het gebied niet gebombardeerd in 1942. De buurtbewoners waren zeer blij en geloofden dat het een wonder van god was. In 1956 werd de tempel gerenoveerd en een nieuw bijgebouw werd gebouwd. Eind jaren zeventig eiste de overheid de inname van een stuk land waar de tempel op stond.
In 1983 werd een stuk grond aan de linkerkant van de Arumugam Road in Singapore gekozen voor de bestemming van het nieuwe tempelgebouw. De bouw van de tempel duurde meer dan vier jaar. Op 2 juni 1988 werd het nieuwe tempelgebouw officieel geopend door religieuze ceremonies waarbij de godenbeelden werden gezegend.
Het gebouw bestaat uit vier hallen en telt vele religieuze beelden. De Taisuihal ligt aan de rechterkant van de Hoofdhal.
Jaarlijks wordt Chinees nieuwjaar, Hongerige Geestenfestival, Chuxi en de verjaardagen van Jadekeizer, Chenghuang en Fuye gevierd met daoïstische religieuze rituelen. Daarnaast wordt er elke week op dinsdag, donderdag en zaterdag gebedsbijeenkomsten gehouden.
De tempel is behalve een religieus centrum, ook een cultureel centrum. De tempel geeft wekelijks lessen in het spelen van diverse traditionele Chinese muziekinstrumenten, zoals Erhu en Guzheng.

## Altaren van de Voorhal
- Tudigong
- Fuye/Heilige Tijger (虎爷)

## Altaren van de Hoofdhal
Hoofdaltaar van:
- Qing Xi Xian You Bo Zhu
- Wu Panguan
- Wen Panguan
- Qingshui Zushi

Linkeraltaar van:
- Wenchang
- Tua Pek Gong
- Guandi
- Tai Zi Ye
- Confucius
- Shan Cai
- Caishen

Tweede linkeraltaar van:
- Sun Wukong
- Xuantian
- Dongyuewang
- Jigong
- Bodhisdharma
- Fa Zhu
- Bao Qingtian

Rechteraltaar van:
- Di Mu Zhi Zun
- Zhusheng Niangniang
- Guanyin
- Longnü
- Shancai
- Tianhou

Tweede rechteraltaar van:
- Lang Yuan Yan
- Qingshui Zushi
- Chi Fu Daren
- Lu Weng
- Sun Fu Daren
- Dashi Sheng Hou

## Altaren van de Taisuihal
Hoofdaltaar van:
- Doumu

Zij altaren van:
- de zestig Taisui

## Altaren buiten deze hallen
- linker Jiangjun
- Jiuye
- Baye
- Xiaogong
- rechter Jiangjun